# Mannen som bryter sig ut ur klippan

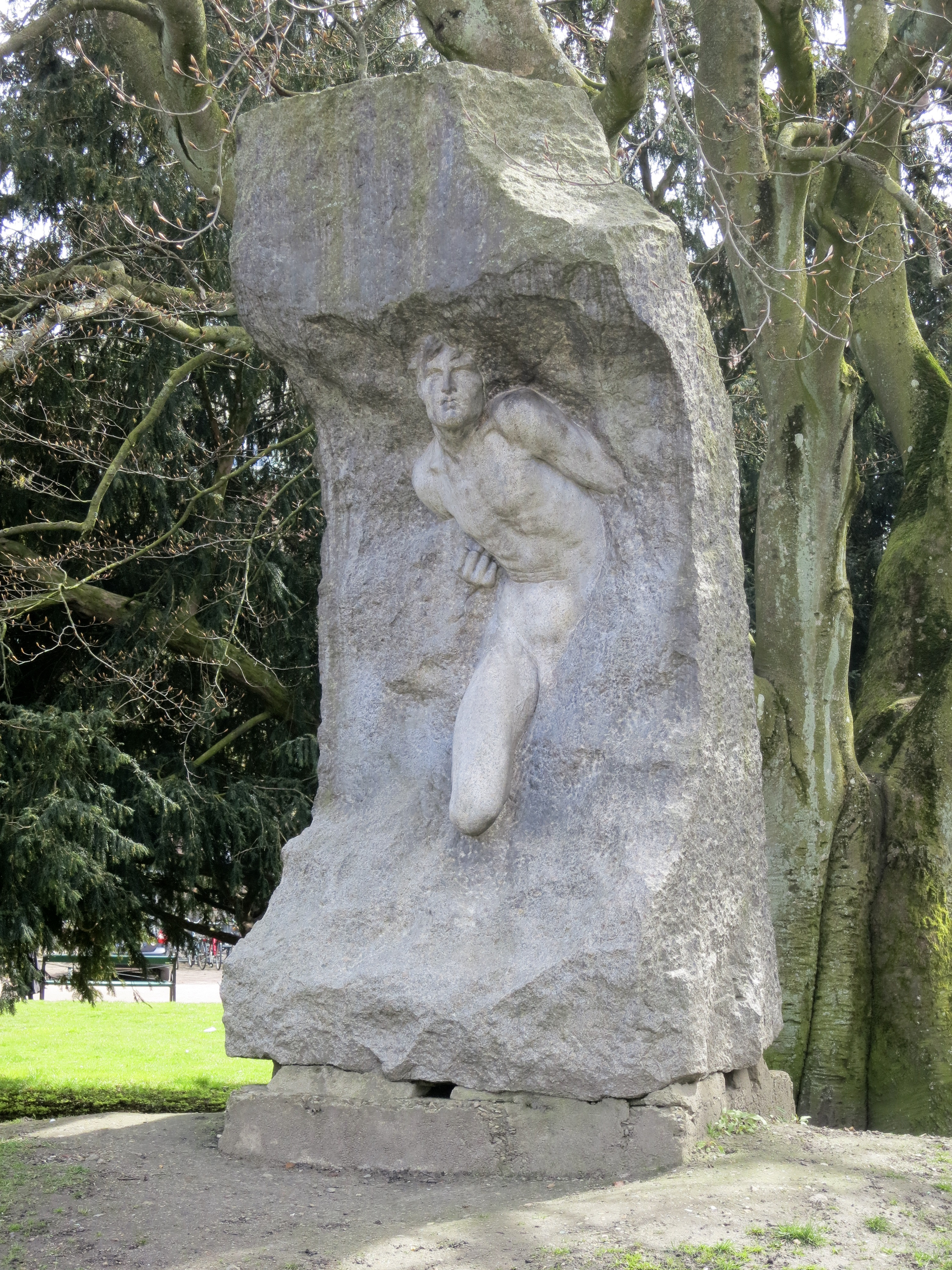
Mannen som bryter sig ut ur klippan.

Mannen som bryter sig ut ur klippan är en skulptur av Axel Ebbe från 1918 på universitetsplatsen i Lund.

## Skulpturen
Skulpturen är utförd i granit och gjord av Axel Ebbe. Den bygger på ett av Ebbes ungdomsverk från 1896 med titeln Fragment, som han omarbetade cirka tjugo år senare i en mer franskinspirerad och "salongsmässig" inriktning. Michelangelos "slavar" nämns också som en möjlig inspiration. Som namnet antyder föreställer skulpturen en muskulös man som håller på att bryta sig ut ur ett rått stenblock.
Skulpturen skänktes av Lunds stad till Lunds universitet vid dess 250-årsjubileum år 1918. Själva överlämnandet gjordes av stadsfullmäktiges ordförande, professorn Carl Georg Björling, som tolkade skulpturen som "den forskande människotanken, som bryter sig fram ur materiens band". En mer prosaisk tolkning av motivet är att det föreställer en student som slår sig fri ur okunnighetens mörker.
Skulpturen har under åren lockat till parodier. Bland dessa kan särskilt nämnas Oscar Antonssons skulptur till Lundakarnevalen 1946 av en man på väg in i en klippa med titeln Mannen som bryter sig in i Åstorp.